# فرانسوا ماتی
فرانسوا ماتی (انگلیسی: François Mathy؛ زادهٔ ۳۱ دسامبر ۱۹۴۴)از برندگان مدال‌های المپیک تابستانی  اهل بلژیک است.